# ديف باركس
ديف باركس (بالإنجليزية: Dave Parks)‏ هو لاعب كرة قدم أمريكية ومخترع أمريكي، ولد في 25 ديسمبر 1941 في مونستر في الولايات المتحدة، وتوفي في 8 أغسطس 2019 في أوستن في الولايات المتحدة.

## وصلات خارجية
- ديف باركس على موقع مرجع كرة القدم المحترفة.كوم (الإنجليزية)